# Мэттьюс, Майкл
Майкл Мэттьюс (англ. Michael Matthews, род. 26 сентября 1990 в Канберре, Австралия) — австралийский профессиональный шоссейный велогонщик. Чемпион мира 2017 года в командной гонке.

## Выступления
2008
1-й в Прологе и на этапе 3b Internazionale Bresciana
1-й на этапе 2 GP General Patton (Junior Nations Cup)
1-й на этапе 7 Tour of the Murray River
1-й John Woodman Memorial
2009
Чемпионат Азии до 23 лет
1-й  в групповой гонке
1-й  в индивидуальной гонке на время
2-й Gran Premio della Liberazione
9-й Тур Японии
2010
1-й  Чемпионат мира до 23 лет в групповой гонке
1-й на этапах 1 и 3 Тур Лангкави
1-й на этапе 1 (ТТТ) Тур Тюрингии до 23 лет
2-й Trofeo Piva Banca Popolare di Vicenza
2-й Ronde van Vlaanderen Beloften
2-й Gran Premio della Liberazione
4-й Тур Японии
1-й на этапе 1 (ТТТ)
5-й New Zealand Cycle Classic
1-й на этапе 4
7-й Ringerike Grand Prix
1-й на этапах 2 и 3
8-й Тур де л'Авенир
2011
1-й Тур Кёльна
1-й на этапе 1 Вуэльта Мурсии
1-й на этапе 2 Bay Classic Series
3-й Eschborn-Frankfurt City Loop
3-й Чемпионат мира в индивидуальном зачёте
4-й Тур Даун Андер
1-й на этапе 3
5-й Delta Tour Zeeland
6-й Grote Prijs Jef Scherens
2012
1-й Классика Альмерии
Тур Юты
1-й на этапе 3
1-й  Спринтерская классификация
9-й Тур Даун Андер
2013
1-й на этапах 3 и 21 Вуэльта Испании
Тур Юты
1-й на этапах 2 и 4
1-й  Спринтерская классификация
Чемпионат Австралии
2-й  в групповой гонке
3-й  в индивидуальной гонке
2-й Вуэльта Ла-Риохи
2014
1-й Вуэльта Ла-Риохи
1-й на этапе 3 Тур Страны Басков
1-й на этапе 1 (ТТТ) и 6 Джиро д’Италия
Тур Словении
1-й на этапе 1
1-й  Очковая квалификация
1-й на этапе 3 Вуэльта Испании
2015
1-й на этапе 1(ТТТ) и 3 Джиро д’Италия
Париж — Ницца
1-й на этапе 4
 Очковая квалификация
Тур Альберты
1-й на этапе 2
 Очковая квалификация
1-й на этапе 1 Тур Страны Басков
1-й на этапе 4 Тур Швейцарии
2-й  Чемпионат мира в групповой гонке
2-й Гран-при Квебека
2-й Брабантсе Пейл
3-й Милан — Сан-Ремо
3-й Амстел Голд Рейс
2016
1-й на этапе 10 Тур де Франс
Париж — Ницца
1-й в прологе и на этапе 2
 Очковая квалификация
1-й Вуэльта Ла-Риохи
Чемпионат мира
3-й  индивидуальная гонка
4-й групповая гонка
3-й Лондон — Суррей Классик
4-й Бретань Классик
4-й Гран-при Монреаля
5-й Брабантсе Пейл
5-й Амстел Голд Рейс
5-й Гран-при Квебека
2017
Чемпионат мира
1-й  командная гонка
3-й  групповая гонка
Тур де Франс
1-й  Очковая классификация
1-й на этапах 14 и 16
1-й на этапе 1 Тур Страны Басков
1-й на этапе 3 Тур Швейцарии
3-й Гран-при Квебека
3-й Лондон — Суррей Классик
4-й Льеж — Бастонь — Льеж
5-й Бретань Классик
8-й Гент — Вевельгем
8-й Гран-при Монреаля
9-й Мировой тур UCI 2017
5-й Амстел Голд Рейс
2018
1-й Гран-при Квебека
1-й Гран-при Монреаля
1-й в Прологе Тур Романдии
2-й  Чемпионат мира в командной гонке
2-й БинкБанк Тур
1-й на этапе 7
2-й Эшборн — Франкфурт
4-й Бретань Классик
5-й Флеш Валонь
7-й Мировой тур UCI 2018
7-й Милан — Сан-Ремо
2019
Вуэльта Каталонии
1-й  Очковая классификация
1-й на этапах 2 и 6
4-й Брабантсе Пейл
6-й Тур Фландрии
8-й Флеш Валонь
2022
3-й Чемпионат мира — групповая гонка

## Статистика выступлений

### Гранд-туры
| Гонка           | 2013 | 2014 | 2015 | 2016 | 2017 | 2018 | 2019 |
| --------------- | ---- | ---- | ---- | ---- | ---- | ---- | ---- |
| Джиро д'Италия  | —    | НФ   | —    | —    | —    | —    |      |
| Тур де Франс    | —    | —    | 152  | 110  | 69   | НФ   |      |
| Вуэльта Испании | 110  | 75   | —    | —    | —    | —    |      |

| —  | Не участвовал  |
| НФ | Не финишировал |